# Christoph Aistleitner
Christoph Aistleitner (* 25. Februar 1982 in Linz) ist ein österreichischer Mathematiker und Literat.

## Leben
Christoph Aistleitner studierte von 2001 bis 2006 Technische Mathematik an der Technischen Universität Wien mit Abschluss Diplomingenieur. Im Mai 2008 promovierte er an der Technischen Universität Graz, wo er sich im Oktober 2014 auch habilitierte. Zum 1. Mai 2020 wurde er dort zum Professor für Mathematik am Institut für Analysis und Zahlentheorie berufen.
Literarisch betätigte sich Aistleitner im Umfeld des Steyrer Kulturhauses «röda» und als Mitglied des Steyrer Dichterkollektivs „Die Götterboten“.

## Anerkennungen
- 2007: Hattinger Förderpreis für junge Literatur[5]
- 2010: Preis der Stadt Wien beim Theodor-Körner-Preis, Bereich Literatur[6]
- 2013: Information-Based Complexity Young Researcher Award der Association for Computing Machinery[7]
- 2014: Edmund und Rosa Hlawka-Preis für Mathematik der Österreichischen Akademie der Wissenschaften[8]
- 2015: Start-Preis des Fonds zur Förderung der wissenschaftlichen Forschung
- 2015: Förderungspreis der Österreichischen Mathematischen Gesellschaft
- 2015: Kardinal-Innitzer-Förderungspreis für Naturwissenschaften
- 2017: Forschungspreis des Landes Steiermark Förderungspreis[9]